# Zamarada disparata
Zamarada disparata là một loài bướm đêm trong họ Geometridae.